# Andrés Franzoia
Andrés Franzoia (San Pedro, 21 ottobre 1985) è un ex calciatore argentino, di ruolo attaccante.

## Caratteristiche tecniche
È un centravanti che può giocare anche come ala.